# 마법사의 밤
《마법사의 밤》(魔法使いの夜)은 Type-Moon의 시나리오 담당인 『나스 키노코』가 쓴 미완성의 소설이자, 이것을 바탕으로 만들어진 게임(비쥬얼 노벨)이다. 영어명은 《Witch on the Holy-Night》. 일본쪽 팬들에겐 《마호요(まほよ)》란 약칭으로 불린다. 월희와 Fate 시리즈로 좋은 반응을 얻은 Type-Moon이 페이트 스테이 나이트 발매이후 8년만인 2012년에 내놓은 신작이다. (페이트 스테이 나이트의 후속작품인 Fate/Hollow Ataraxia는 팬디스크쪽 성향이 강해서 정식 작품에선 제외) 마법사의 밤 원본은 나스 키노코가 1996년 경에 쓴 미공개 소설로 알려져 있으며, 딱 3권만 인쇄하여 지인들에게 나눠주었다고 한다. 나스 키노코와 타케우치 타카시가 자신들의 개인 홈페이지인 '타케보우키'에 마법사의 밤의 세계관을 요약한 글을 올린적이 있다.
2010년 9월 30일 발매예정으로 타입문의 신작 비쥬얼 노벨로 내놓을 계획이였으나, 발매 한달전인 2010년 8월에 몇달뒤로 발매연기를 공지하였다. 이후 여러차례 발매연기를 반복하며 팬들의 원성을 들었다가 2012년 4월 12일에 극적으로 정식 발매가 이루어지게 되었다. 타입문이 마법사의 밤의 발매일을 자꾸 연기한것은 기존에 발매한 월희나 Fate 시리즈와는 차별된 시스템을 사용한 완성도 높은 작품을 만드는 과정에서 많은 시간이 들어간 것과 기타 여러 가지 사건이 겹친것이라고 한다. 타입문의 최신 신작답게 화려한 그래픽 & 새로운 연출기법 & BGM등은 긍정적인 반응을 얻었지만, 평균 플레이 시간이 월희나 페이트 시리즈의 절반도 안되는 평균 10~15시간이라는 부분에 팬들의 질타를 받았으며 무엇보다도 발매연기 때문에 이미지에 타격을 입었다.
2021년 12월 27일 유포테이블의 마법사의 밤 극장판 애니메이션 pv가 공개되었다.

## 스토리
미사카 고교에 의 학생회장인 '아오자키 아오코'는 유서깊은 마술사 집안인 '아오자키 家'의 후손이지만, 차기 당주는 언니인 '아오자키 토우코'가 될 가능성이 높았기에 마술세계에 관계없는 평범한 생활을 즐기던 소녀였다. 그러나 갑작스럽게 가문의 당주인 아오코의 할아버지가 그녀를 차기 당주로 지명하는 일을 계기로 마술사 세계에 발을 들여놓게 된다. 당주로서 마술을 익혀야될 필요성이 있었던 아오코는 할아버지의 명령에 의하여 '동화의 마녀'로 유명한 쿠온지 가문의 당주이자 동갑내기인 '쿠온지 아리스'의 밑에 들어가 견습 마술사로서의 수업을 받게 된다.
그렇게 아리스의 밑에서 마술사 수업을 받으며 2년 남짓한 시간을 보낸 아오코. 어느날 미사키 고교에 시골깡촌에서 전학온 순진남 '시즈키 소쥬로'에게 마술을 사용하는 모습을 들켜버리고 마술사들의 불문율에 따라 소쥬로를 제거하여 입을 막기로 한다. 하지만 그러던 도중 자신을 노리는 의문의 살인인형의 공격을 받게되고, 소쥬로는 아오코가 살인인형을 처치할 수 있도록 도와주는 대신에 자신을 살려달라고 제안하게 된다

## 등장인물
아오자키 아오코(영어: Aozaki Aoko)
마법사의 밤의 메인 주인공. 미사키 고등학교의 학생회장으로 학생들 사이에선 만사를 실수 없이 해내는 완벽한 우등생으로 불린다. 항상 화내고 있는 것처럼 보이나 실제로 그렇지는 않은데, 본인든 딱히 해명할 생각이 없는듯하다. 작중에서 그려지는 성격은 한마디로 츤데레에 까칠. 본래 미사키 시에서 유서깊은 마술사 가문인 '아오자키 家'의 후손이지만, 차기당주는 마술사로서 대성한 언니 '아오자키 토우코'가 될 가능성이 높았기에 마술과는 동떨어진 삶을 살았다. 그러나 아오코의 16번째 생일날 가문의 당주인 조부가 갑작스럽게 토우코가 아닌 아오코를 차기당주로 지명하는 바람에 그녀의 삶이 크게 바뀌게 된다. 당주의 명령에 수긍한 아오코는 마술사로서의 수업을 받기 위하여 가문과 친분이 두터운 '쿠온지 가문'의 당주이자 '동화의 마녀'로 유명한 동갑내기 마술사 '쿠온지 아리스'의 별장으로 보내져 마술 수업과 동거 생활을 시작했다.
아리스의 가르침을 받으며 마술사로서 성장해가던 아오코는 미사키 시를 노리고 나타나는 의문의 인형(=언니 토우코가 보낸 살인인형)을 상대로 맞서 싸우는데, 우연하게도 시골에서 전학 온 '시즈키 소쥬로'에게 마술을 사용하는 장면을 들키고 만다. 처음엔 입막음을 위하여 소쥬로를 죽이려 하렸지만, 자신을 성싱성의껏 도와주는 소쥬로의 행동에 마음을 고쳐먹은 아오코는 아리스의 허락을 얻어 기억을 지우는 마술을 찾을때까지 감시겸 감금의 목적으로 쿠온지 저택에서 소쥬로와의 동거를 시작한다. 이와 더불어 자신이 차기당주로 지목된것에 앙심을 품은 친언니 『아오자키 토우코』와의 대결도 중요하게 다루어진다.
쿠온지 아리스(영어: Kuonji Alice)
마법사의 밤의 핵심인물중 한명. 미사키시의 유서깊은 마술사 가문인 '쿠온지 家'의 현당주로 일명『동화의 마녀』로 통하는 마술사. 전형적인 마술사의 사고방식을 지닌 소녀로 완고하여 자만하지 않고 인간적인 감정이 거의 없다. 공의 경계에서도 등장하는 명문 여학교인 레이엔 여학원 2학년으로, 본래 교칙대로 기숙사에서 살아야하나 쿠온지 가문이 레이엔 여학원 기부금 리스트의 톱이라는 부분이 작용하여 유일하게 통학이 허용되었다고 한다.
작중에선 쿠온지 가문과 친분이 두텁던 아오자키 가문의 당주(아오코&토우코의 조부)의 부탁을 받아들여 동갑내기인 아오코와 동거하며 일종의 스승 포지션으로 아오코의 마술사 수업을 맡는다. 마술사용을 목격한 일반인 '시즈키 소쥬로'를 죽이는걸 거부한 아오코와의 의견대립으로 잠시 마술대결을 벌이나, 여러 가지 일을 겪은후에 쿠온지 저택에서 동거를 가장한 감금을 하는쪽으로 양보하게 된다. 처음엔 소쥬로를 꺼림직하게 여기며 싫어했으나, 타인에게 마음을 열어가며 변하는 자신을 느끼게 된다.
『동화의 마녀』라는 이명답게 아리스는 동화속의 이야기를 모티브로한 사역마 『플로이킥쇼』를 사용한다. 작중에선 다양한 플로이를 다루는데 그중에서도 가장 강력한 3대 플로이를 『Great Tree』라 부른다. 이중 『플랫 스나크』와 『템즈 트롤』이 마법사의 밤 본편에서 등장.
시즈키 소쥬로(영어: Shizuki Sojuro)
이작품의 주인공 3인방중 1명. 시골깡촌에서 미사키시로 상경한 소년으로 순진하고 얼빵한 성격을 지닌 순박한 청년. 마술을 사용하는 아오코의 모습을 우연하게 목격하지만 도시에선 흔히 일어나는 일로 생각하고 대수롭지 않게 생각한다. 그러나 마술을 숨겨야하는 아오코에 의하여 목숨의 위협을 받는등 고생을 한다. 이와중에 의문의 살인인형에게 공격당하는 아오코를 도와준것을 계기로 아오코의 절충안을 받아들여 기억을 지우는 마술을 익힐 때까지 쿠온지 저택에서 잠시동안 동거(감시&감금)하게 된다. 처음엔 아오코&아리스와 서먹한 관계가 유지되나 시간이 지나면서 서로를 인정해주는 친구사이로 발전한다. 참고로 엄청난 체술의 달인으로 작중 후반부에 아오코와 아리스를 공격하던 '루 베오울프'를 주먹한방으로 제압하기도 한다.
아오자키 토우코(영어: Aozaki Touko)
아오코의 친언니로 어린나이에 마술협회에서 주목받고 있는 천재적인 마술사. 룬마술과 인형마술의 달인으로 유명하다. 참고로 공의 경계에 등장하는 빨간머리인 토우코와 동일인이다. 아오자키 가문의 차기당주로 지명된 동생에 대한 원한을 품은채 유럽에서 자신과 계약을 맺은 전설의 황금늑대인 '루 베오울프'와 함께 미사키시로 숨어든다. 이후 자신의 살인인형을 내보내 아오코와 아리스를 공격하면서 자신의 존재를 어렴풋이 알렸고 작중 중반부부터 본격적으로 등장하여 아오코와 아리스를 초죽음으로 만들어 놓는다.
루 베오울프(영어: Lugh Beowulf)
아오자키 토우코를 따르고 있는 금발의 미소년. 그러나 이것은 위장으로 본모습은 유럽에서 토우코와 계약을 맺은 전설의 황금늑대. 대부분의 마법이 통하지 않는 엄청난 괴물로 토우코의 명령에 따라 아오코&아리스에게 치명상을 입히기도 한다. 작중 후반부 소쥬로의 주먹한방에 심장을 공격당하여 잠시 죽었는데(전설의 황금늑대인지라 금방 회복됨) 지금껏 살아오면서 자신이 상처입는다는 생각을 해본적이 없던 베오울프는 큰충격을 받고 전선에서 물러난다. 이때 소쥬로에게 진 영향인지 토우코와의 일전이 끝난 이후론 미사키시에 남아 소쥬로를 따르게 된다.
후미즈카 에이리(영어: Fumizuka Eiri)
성당교회에 소속된 인물로 미사키시 아이다 교회의 주임신부로 부임해온다. 마법에 도달한 아오자키 가문을 감시하기 위하여 파견되었으며 겉보기와는 다르게 독설가. 아오자키 자매의 함께 조부에게 정신수양 관련 수련을 받기도 하였기에 아오코와는 안면이 있다. 작중 중반부 루 베오울프에 의해 큰 부상을 입은 아오코를 보호해주기도 하는데, 교회의 인간이기 때문에 어디까지나 중립을 지킨다. 참고로 쿠온지 아리스에게는 미움을 받고 있으며, 토우코의 첫사랑이였다고 한다.
스세 리츠카(영어: Suse Ritsuka)
스세 유이카의 쌍둥이 언니이며 아오코와는 천적관계. 아이다 교회에서 일하고 있다. 미사키시 곳곳에서 아르바이트중인 소쥬로와 자주 마추치면서 아는 사이가 되었다. 기분파로 조금 가벼운 성격. 사실 마법에 거의 도달한 아오자키 가문을 감시하기 위해 파견된 마술협회의 인물. 변신술에 능숙한점을 응용하여 예전에 쌍둥이 남매인걸로 속이곤 여자로서는 아오코의 조부의 제자로 들어가 감시를 하였으며, 남자로서는 아오자키 아오코의 가정교사로 일한적이 있다. 이때 남자로 변신한 리츠카를 아오코가 첫사랑으로 여기며 좋아했다. 이후 진실을 알게 된 아오코에게 일종의 트라우마를 남겼으며, 두고두고 아오코에게 무시당하고 있다.
스세 유이카(영어: Suse Yuika)
스세 리츠카의 쌍둥이 여동생. 아이다 교회 소속의 수녀로 일하고 있다. 언니인 리츠카가 아오자키가를 감시하기 위해 파견된 마술협회의 인물이라면 유이카는 성당교회에서 퍄견된 감시인으로 현직 대행자. 선천적인 약시로 현재는 시각 장애인이다. 착하고 말이 없지만 의외로 고지식한 성격이기에 실제로는 친구가 적다.
쿠마리 코지카(영어: Kumari Kojika)
미사키 고교 학생으로 아오코의 절친. 가족으로 부보님 & 오빠가 4명이 있는데 집안남자들이 바보같은 기질이 있는지라 남자들에겐 진절머리를 느끼고 있다. 고등학교 졸업후 돌립할 생각으로 열심히 아르바이트를 하던 도중 시즈키 소쥬로와도 알게 됐다. 소쥬로의 친구이자 아르바이트 선배인 격. 소쥬로가 일하는 알바중 하나인 중국요리집을 소개해주면서 안면을 트게 되었다고 언급된다.
집안 사정때문에 남자에 대해선 진절머리를 내고 쌀쌀맞게 굴지만 미사키 고교 부회장인 츠키지 토비마루를 좋아하고 있다. 그러나 3년째가 되도록 친구로만 지내고 있을 뿐 속마음은 털어놓지 못하고 있는 짝사랑. 특히 토비마루 역시 집안 사정때문에 가족들이나 집을 좋아하지 않아서 둘이 서로 마음이 맞는 면도 있다.
츠키지 토비마루(영어: Tsukiji Tobimaru)
미사키 고교의 학생으로 부회장을 맡고 있다. 부잣집 도련님이지만 말투나 행동등은 누가봐도 불량학생. 그래도 성격은 좋은 녀석이라 학생들 사이에선 인기가 좋다. 시골 촌뜨기인 소쥬로가 미사키 고교에 전학오자 적극적으로 도와주며 이후에도 여러 가지 상담을 해준다. 학생회장인 아오코와는 지긋지긋한 악우관계로 대부분의 학우들이 어려워지만 토비마루는 신경쓰지 않고 넉살좋게 대한다.
참고로 토비마루네 집안은 대대로 미사키 시의 대지주를 지내온 부잣집으로 아버지가 미사키 고교의 이사장인 『츠키지 카즈요시(槻司一義)』. 토비마루는 이러한 아버지의 장남으로 태어났지만 첩의 자식이라 집안에선 좋은 소리 못들으며 살아왔다. 게다가 집안의 당주인 할아버지 『츠키지 키미쿠니(槻司喜実國)』가 차기 후계자 자리를 토비마루에게 넘겨주겠다는 결정을 하는 바람에 아버자에게 거의 의절당한 상태이다. 조금 다르긴 하지만 집안에서 처한 상황이 친구인 아오코와 비슷하다.
키노미 호스케(영어: Kinomi Housuke)
미사키 고교의 학생으로 시즈키 소쥬로의 같은반 친구이자 아르바이트 동료. 계산 빠른 타입으로 어리버리한면이 있다. 또한 말주변이 좋지 못한편.
메이 리델 아셰로트(영어: May Riddel Achelot)
통칭 리델로 불리는 영국출신의 소녀. 쿠온지 아리스가 어릴적 영국에 살때부터 알던 친구. 굉장한 부잣집 딸이자 아이돌로 유명하며 본편에선 등장하지 않고 번외편에서 등장한다.

## 극장 애니메이션
2021년 12월에 제작이 발표되었다. 애니메이션 제작은 ufotable. 2023년 말에 공개 예정.